# Tata Güines
Tata Güines era o nome artístico de Frederico Aristides Soto Alejo (Güines, 18 de Junho de 1930 - Havana, 4 de Fevereiro de 2008), um percussionista, contrabaixista e compositor cubano.
Nascido em Güines, província de Matanzas (Cuba), Tata Güines era também conhecido como o "Rei das Congas" e "Mãos de Ouro", ganhando elogios por popularizar ritmos afro-cubanos para o mundo inteiro com o seu rufar impetuoso.
Tata Güines iniciou-se no meio musical muito cedo. Ainda jovem, de família pobre, começou a trabalhar como aprendiz de sapateiro, o que lhe facilitou a prática manual, fabricando seu primeiro bongô artesanal com caixas de conserva. Iniciara, então, seu envolvimento com a música, tocando com outros "rumbeiros" em seu bairro. Outra influência em sua vida foi seu pai, Joseito, que apresentava-se com o conjunto de rumba local, "Sexteto Partagás", patrocinado pela conhecida marca de charutos cubanos. Em 1942-43 Tata Güines iniciou a prática profissional de percussão e contrabaixo nos conjuntos "Ases del Ritmo" (dirigido por seu tio Dionisio Martínez) e no "Sexteto Partagás" (onde seu pai tocava), aprendendo e desenvolvendo os rudimentos da música cubana. Nessa época, Tata Güines também ouvia muito Chano Pozo no rádio, tentando reproduzir seus toques e ritmos. Em 1946, após ser convidado a integrar a orquestra de Arsenio Rodriguez por um mês, Frederico Aristides Soto recebeu o nome artístico de Tata Güines, assim batizado pela irmã daquele, Estela Rodríguez.
Em 1950, então com 20 anos, Tata Güines deixou sua província natal, Matanzas, e seguiu rumo a Havana, onde começou a viver de pequenos trabalhos (entregador de jornais, engraxate). Contudo, persistiu em sua carreira musical, participando de apresentações musicais com diversos conjuntos: Orquesta Nueva América, Los jóvenes del Cayo, La Típica de Belesario Lopez… Tocava igualmente bem as claves, o bongô, o güiro, contrabaixo, congas, além de cantar. Chegou-lhe então a oportunidade de tocar no famoso cabaret de Havana "La Tropicana". Integrou o "Conjunto Camacho", inicialmente como contrabaixista, e posteriormente como percussionista, ocupando o lugar de Yeyito, ao lado de Mongo Santamaria. Tata Güines chegou até mesmo a apresentar o programa de rádio "La voz del Aire", na Rádio Cadena Azul, nessa época.
Nos anos 1950, gravou os primeiros discos com Cachao, Frank Emilio, Guillermo Barreto, Gustavo Tamayo e Pedro Justiz " Peruchín". Em seguida, gravou discos com o grupo de Chico O' Farrill. Em 1952 entrou no grupo " Fajardo lá acima Estrellas" com quem ele realizou uma tournée na Venezuela em 1955, tocando em Caracas e seguidamente nos Estados Unidos. No Palladium, em New York, veio outro salto em sua carreira, ao tocar com Benny Moré e Machito, durante duas semanas. Com muito senso melódico, além da velocidade e destreza rítmica, Tata Güines impressionou grandes músicos do jazz estadunidense e foi chamado a participar de shows com Dizzy Gillespie, Maynard Ferguson e Chico Hamilton.
Em 1957, após apresentação no Waldorf Astoria, Tata Güines consagrou-se como congueiro solista e foi apelidado pela imprensa especializada como "Mãos de Ouro". Nesse ano ele residiu em New York, lá permanecendo até 1959. Chegou a tocar com Josephine Baker, Frank Sinatra e Charlie Parker.
Por conta do racismo que sofria nos Estados Unidos, Tata Güines retornou a Cuba em 1959, após a revolução cubana, afirmando que "A fama não ia além do palco(…) uma vez que você deixava o palco, havia aqueles cartazes que diziam 'apenas para brancos.'"
Faleceu em decorrência de insuficiência hepática decorrente de infecção renal em fevereiro de 2008, aos 77 anos.